# Chipiu alticole
Microspingus alticola
Espèce
Statut de conservation UICN

 EN C2a(i) : En danger
Le Chipiu alticole (Microspingus alticola) est une espèce de passereau appartenant à la famille des Thraupidae.

## Répartition et habitat
Il est endémique des Andes au nord du Pérou. Il vit dans les forêts buissonneuses et les zones boisés mixtes de Polylepis et de Gynoxys entre 3 100 et 4 600 m d'altitude.